# Pulitzer-Preis 1941
Der Pulitzer-Preis 1941 war die 25. Verleihung des renommierten US-amerikanischen Literaturpreises. Es wurden Preise in neun Kategorien im Bereich Journalismus und dem Bereich Literatur, Theater und Musik vergeben.
Die Jury bestand aus 14 Personen, unter anderem dem Präsidenten der Columbia-Universität Nicholas Murray Butler und Joseph Pulitzer, Sohn des Pulitzer-Preis-Stifters und Herausgeber des St. Louis Post-Dispatch.

## Preisträger
| Kategorie                                     | Preisträger | Begründung |
| --------------------------------------------- | --- | --- |
| Dienst an der Öffentlichkeit (Public Service) | St. Louis Post-Dispatch | Preis verliehen für die erfolgreiche Kampagne zur Verbesserung der Luftqualität in der Stadt. |
| Berichterstattung (Reporting)                 | Westbrook Pegler, The New York World-Telegram | Preis verliehen für die Enthüllung eines Skandals, die dazu führte, dass der Gewerkschafter George Scalise verteilt wurde. |
| Korrespondenz (Correspondence)                | Anstatt eines individuellen Pulitzer-Preises in der Kategorie Korrespondenz wurden alle amerikanischen Nachrichtenreporter in den Kriegsgebieten in Europa, Asien und Afrika ausgezeichnet und damit ihr Dienst an der Öffentlichkeit und die individuellen Leistungen anerkannt. | Anstatt eines individuellen Pulitzer-Preises in der Kategorie Korrespondenz wurden alle amerikanischen Nachrichtenreporter in den Kriegsgebieten in Europa, Asien und Afrika ausgezeichnet und damit ihr Dienst an der Öffentlichkeit und die individuellen Leistungen anerkannt. |
| Leitartikel (Editorial Writing)               | Reuben Maury, New York Daily News | Preis verliehen für seine Arbeit im Laufe des Jahres. |
| Karikatur (Editorial Cartooning)              | Jacob Burck, Chicago Times | Preis verliehen für If I Should Die Before I Wake. |

| Kategorie                                                   | Preisträger                                                        |
| ----------------------------------------------------------- | ------------------------------------------------------------------ |
| Theater (Drama)                                             | There Shall Be No Night von Robert E. Sherwood                     |
| Geschichte (History)                                        | The Atlantic Migration, 1607–1860 von Marcus Lee Hansen            |
| Biographie oder Autobiographie (Biography or Autobiography) | Jonathan Edwards, 1703–1758: A Biography von Ola Elizabeth Winslow |
| Dichtung (Poetry)                                           | Sunderland Capture von Leonard Bacon                               |

Sonderpreis (Special Awards and Citations)
Die New York Times wurde mit dem Sonderpreis für ihren Beitrag zur öffentlichen Bildung, durch die hervorragenden Berichterstattung aus dem Ausland, ergänzt durch Hintergrundinformationen und Illustrationen, ausgezeichnet.